# Limnophora kietensis
Limnophora kietensis är en tvåvingeart som beskrevs av Shinonaga 2005. Limnophora kietensis ingår i släktet Limnophora och familjen husflugor. Inga underarter finns listade i Catalogue of Life.